# Independent Spirit Awards 2019
La cerimonia di premiazione della 34ª edizione degli Independent Spirit Awards ha avuto luogo il 23 febbraio 2019.
Le candidature sono state rese note il 16 novembre 2018.

## Vincitori e candidati
I vincitori saranno indicati in grassetto, a seguire gli altri candidati.

### Miglior film
- Se la strada potesse parlare (If Beale Street Could Talk), regia di Barry Jenkins
- A Beautiful Day - You Were Never Really Here (You Were Never Really Here), regia di Lynne Ramsay
- Eighth Grade - Terza media (Eighth Grade), regia di Bo Burnham
- First Reformed - La creazione a rischio (First Reformed), regia di Paul Schrader
- Senza lasciare traccia (Leave No Trace), regia di Debra Granik

### Miglior regista
- Barry Jenkins - Se la strada potesse parlare (If Beale Street Could Talk)
- Lynne Ramsay - A Beautiful Day - You Were Never Really Here (You Were Never Really Here)
- Debra Granik - Senza lasciare traccia (Leave No Trace)
- Tamara Jenkins - Private Life
- Paul Schrader - First Reformed - La creazione a rischio (First Reformed)

### Miglior sceneggiatura
- Nicole Holofcener, Jeff Whitty - Copia originale (Can You Ever Forgive Me?)
- Wash Westmoreland, Richard Glatzer, Rebecca Lenkiewicz - Colette
- Tamara Jenkins - Private Life
- Boots Riley - Sorry to Bother You
- Paul Schrader - First Reformed - La creazione a rischio (First Reformed)

### Miglior film d'esordio
- Sorry to Bother You, regia di Boots Riley
- Hereditary - Le radici del male (Hereditary), regia di Ari Aster
- The Tale, regia di Jennifer Fox
- Quando eravamo fratelli (We the Animals), regia di Jeremiah Zagar
- Wildlife, regia di Paul Dano

### Miglior sceneggiatura d'esordio
- Bo Burnham - Eighth Grade - Terza media (Eighth Grade)
- Christina Choe - Nancy
- Cory Finley - Amiche di sangue (Thoroughbreds)
- Jennifer Fox - The Tale
- David Smith e Matt Spicer - Blame

### Miglior attrice protagonista
- Glenn Close - The Wife - Vivere nell'ombra (The Wife)
- Toni Collette - Hereditary - Le radici del male (Hereditary)
- Elsie Fisher - Eighth Grade - Terza media (Eighth Grade)
- Regina Hall - Support the Girls
- Helena Howard - Madeline's Madeline
- Carey Mulligan - Wildlife

### Miglior attore protagonista
- Ethan Hawke - First Reformed - La creazione a rischio (First Reformed)
- John Cho - Searching
- Daveed Diggs - Blindspotting
- Christian Malheiros - Socrates
- Joaquin Phoenix - A Beautiful Day - You Were Never Really Here (You Were Never Really Here)

### Miglior attrice non protagonista
- Regina King - Se la strada potesse parlare (If Beale Street Could Talk)
- Kayli Carter - Private Life
- Tyne Daly - A Bread Factory
- Thomasin McKenzie - Senza lasciare traccia (Leave No Trace)
- J. Smith-Cameron - Nancy

### Miglior attore non protagonista
- Richard E. Grant - Copia originale (Can You Ever Forgive Me?)
- Raúl Castillo - Quando eravamo fratelli (We the Animals)
- Adam Driver - BlacKkKlansman
- Josh Hamilton - Eighth Grade - Terza media (Eighth Grade)
- John David Washington - Monsters and Men

### Miglior fotografia
- Sayomphu Mukdiphrom - Suspiria
- Ashley Connor - Madeline's Madeline
- Diego Garcia - Wildlife
- Benjamin Loeb - Mandy
- Zak Mulligan - Quando eravamo fratelli (We the Animals)

### Miglior montaggio
- Joe Bini - A Beautiful Day - You Were Never Really Here (You Were Never Really Here)
- Keiko Deguchi, Brian A. Kates,  Jeremiah Zagar - Quando eravamo fratelli (We the Animals)
- Luke Dunkley, Nick Fenton, Chris Gill, Julian Hart - American Animals
- Anne Fabini, Alex Hall, Gary Levy - The Tale
- Nick Houy - Mid90s

### Miglior documentario
- Won't You Be My Neighbor?, regia di Morgan Neville
- Hale County This Morning, This Evening, regia di RaMell Ross
- Minding the Gap, regia di Bing Liu
- Of Fathers and Sons, regia di Talal Derki
- Sulle sue spalle (On Her Shoulders), regia di Alexandria Bombach
- Shirkers, regia di Sandi Tan

### Miglior film straniero
- Roma, regia di Alfonso Cuarón (Messico)
- Un affare di famiglia (万引き家族), regia di Hirokazu Kore'eda (Giappone)
- Burning (버닝), regia di Lee Chang-dong (Corea del Sud)
- La favorita (The Favourite), regia di Yorgos Lanthimos (Regno Unito)
- Lazzaro felice, regia di Alice Rohrwacher (Italia)

### Premio Robert Altman
- Suspiria, regia di Luca Guadagnino

### Premio John Cassavetes
- En el Séptimo Día, regia di Jim McKay
- A Bread Factory, regia di Patrick Wang
- Never Goin' Back, regia di Augustine Frizzell
- Socrates, regia di Alex Moratto
- Thunder Road, regia di Jim Cummings

### Producers Award
- Shrihari Sathe
- Jonathan Duffy e Kelly Williams
- Gabrielle Nadig

### Someone to Watch Award
- Alex Moratto - Socrates
- Ioana Uricaru - Lemonade
- Jeremiah Zagar - Quando eravamo fratelli (We the Animals)

### Truer Than Fiction Award
- Minding the Gap, regia di Bing Liu
- Sulle sue spalle (On Her Shoulders), regia di Alexandria Bombach
- Hale County This Morning, This Evening, regia di RaMell Ross

### Bonnie Award
- Debra Granik
- Tamara Jenkins
- Karyn Kusama